# Präsidentschaftswahl in Turkmenistan 2017

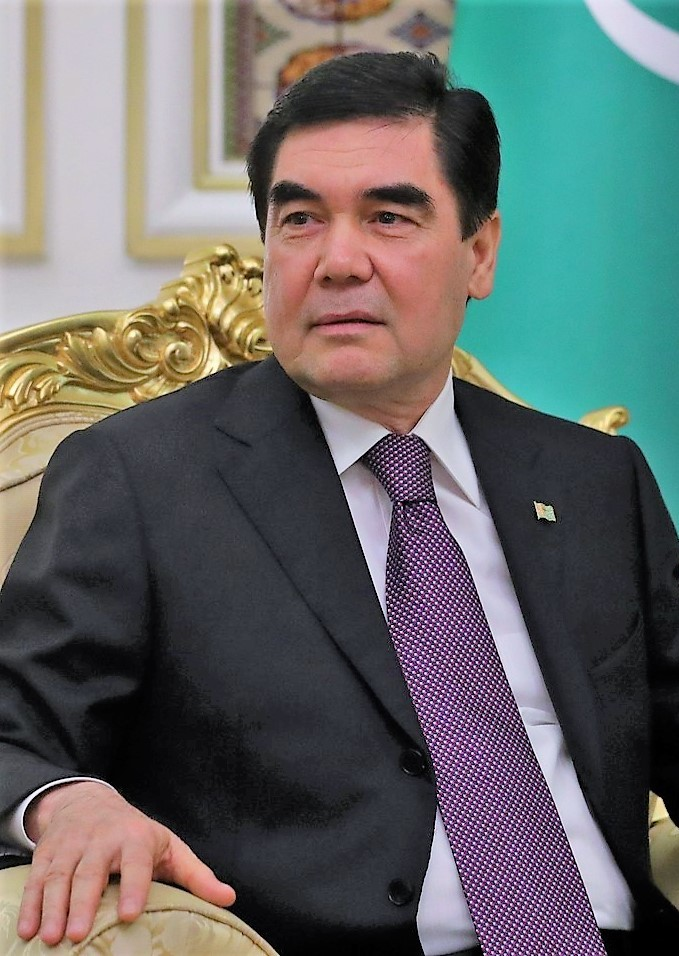
Amtsinhaber und Wahlsieger Gurbanguly Berdimuhamedow (2017)

Die Präsidentschaftswahl in Turkmenistan 2017 fand am 12. Februar 2017 statt. Erwartungsgemäß setzte sich der autoritär regierende Präsident Gurbanguly Berdimuhamedow mit deutlicher Mehrheit durch und wurde dadurch für eine siebenjährige Amtszeit als turkmenischer Präsident bestätigt.

## Hintergrund
Nach dem Tod des langjährigen Präsidenten Saparmyrat Nyýazow im Dezember 2006 war sein Nachfolger Gurbanguly Berdimuhamedow am 11. Februar 2007 zum Präsidenten Turkmenistans gewählt worden. Da sämtliche Opposition im Land verboten ist und oppositionelle Bewegungen und Politiker nur noch aus dem Exil tätig sein können, gelang es Berdimuhamedow seine Rolle als Präsident Turkmenistans rasch zu festigen. Mit einem erneuten Wahlsieg bei der Präsidentschaftswahl 2012 und einer Verfassungsreform 2016, die die Altersgrenze für den turkmenischen Präsidenten aufhob und seine Amtszeit von fünf auf sieben Jahre verlängerte, schien sich Berdimuhamedow eine unangreifbare Machtposition aufgebaut zu haben. Auf Grund dieser Entwicklung wurde auch bei der turnusmäßigen Präsidentschaftswahl im Februar 2017 kaum mit einer Überraschung gerechnet.

## Kandidaten
Bei der Präsidentschaftswahl 2017 wurde mit neun Bewerbern für das Amt des Präsidenten ein neuer Rekord für die Anzahl der Kandidaten aufgestellt. Sämtliche Kandidaten galten aber als regimetreu und absolut chancenlos. Die Beteiligung oppositioneller Politiker an der Wahl war ausgeschlossen, eine Kandidatur war nur über eine Registrierung durch die staatlichen Behörden möglich, die dabei Loyalität gegenüber dem Amtsinhaber voraussetzten. Auf diese Weise kam folgendes Bewerberfeld für das Präsidentenamt zustande:
- Gurbanguly Berdimuhamedow (Demokratische Partei Turkmenistans), Amtsinhaber
- Maksat Annanepesov, stellvertretender Vorsitzender des Verbands der turkmenischen Lebensmittelindustrie
- Jumanazar Annayev, stellvertretender Vorsitzender der Region Mary
- Bekmurad Ataliyev (Partei der Industriellen und Unternehmer), Vorsitzender einer turkmenischen Bank und Abgeordneter im Parlament
- Ramazan Durdiyev, Leiter einer Raffinerie und Abgeordneter im Parlament
- Meretdurdy Gurbanov, stellvertretender Vorsitzender der Region Dashoguz
- Serdar Jelilov, Leiter der Behörde für wirtschaftliche Entwicklung in der Region Ahal
- Velayat Suleimannepes Nurnepesov, Vorsitzender des Staatsunternehmens Garabogazsulfat
- Durdygylych Orazov (Agrarpartei), Vorsitzender der Agrarpartei in der Region Mary

Trotz des großen Kandidatenfelds kam eine politische Debatte rund um die Präsidentschaftswahl zu keinem Zeitpunkt auf. Auch die vermeintlichen Gegenkandidaten des Amtsinhabers Berdimuhamedow lobten die wirtschaftliche Entwicklung unter dem amtierenden Präsidenten und äußerten keinerlei Kritik an ihm.

## Ergebnis
Das Ergebnis entsprach bei einer Wahlbeteiligung von offiziell 97,29 % den Erwartungen von Beobachtern und stellte eine geringfügige Erhöhung des Stimmanteils des amtierenden Präsidenten gegenüber der Präsidentschaftswahl 2012 dar:
| Kandidat                         | Stimmanteil in % |
| -------------------------------- | ---------------- |
| Gurbanguly Berdimuhamedow        | 97,69            |
| Maksat Annanepesov               | 1,02             |
| Bekmurad Ataliyev                | 0,36             |
| Serdar Jelilov                   | 0,25             |
| Jumanazar Annayev                | 0,21             |
| Meretdurdy Gurbanov              | 0,17             |
| Ramazan Durdiyev                 | 0,15             |
| Velayat Suleimannepes Nurnepesov | 0,09             |
| Durdygylych Orazov               | 0,06             |

## Bewertung
Bei der Präsidentschaftswahl waren Beobachter von verschiedenen Organisationen und Nationen vor Ort, darunter sechs Wahlbeobachter der Organisation für Sicherheit und Zusammenarbeit in Europa. Wie bereits alle vorherigen Wahlen in Turkmenistan wurde auch die Präsidentschaftswahl 2017 als weder frei noch fair eingestuft. Dazu trugen vor allem die Ausschaltung und Unterdrückung jeglicher Opposition, sowie die ständige Präsenz des turkmenischen Präsidenten in den Medien, die staatlich gelenkt sind, bei. Auch die turkmenische Exilopposition kritisierte die Wahl und erkannte sie nicht als demokratisch an. Die staatliche Nachrichtenagentur Turkmenistans gab hingegen bekannt, dass die Durchführung der Präsidentschaftswahl ein Beweis für Transparenz und die Legitimität der Wahl war.